# Байрамич
Байрамич (тур. Bayramiç) — город и район в провинции Чанаккале Турции. Высота над уровнем моря — 188 м.

## История
В 1912 году в городе и районе проживало:
Турки - 19 889 чел.
Греки - 1 000 чел.
Евреи - 251 чел.
Армяне - 25 чел.

Источник: George Sotiriadis: An Ethnological Map Illustrating Hellenism in the  and, 1918